# N-Méthyltryptamine
La N-méthyltryptamine est un composé de la classe des tryptamines. Il s'agit d'un alcaloïde présent dans l'écorce ou les feuilles de plusieurs plantes comme les acacias, les mimosas ou encore les virolas.
Il est également produit dans le corps humain comme métabolite du tryptophane, et il apparait naturellement à l'état de trace dans l'urine.
Il n'est pas psychoactif par voie orale, probablement à cause d'un important métabolisme de première passe, mais il peut le devenir en combinaison avec un inhibiteur de monoamine oxydase (IMAO).